# John Lennon. Chłopak znikąd
John Lennon. Chłopak znikąd (ang. Nowhere Boy) – brytyjsko-kanadyjski dramat z 2009 roku w reżyserii Sam Taylor-Wood.

## Fabuła
Nastoletni John Lennon (Aaron Johnson) dorasta w Liverpoolu. Jest zgorzkniały i zbuntowany. Nie może wybaczyć matce, że gdy miał pięć lat oddała go pod opiekę swojej siostry. Nie potrafi dogadać się zarówno z ciotką, która stara się wychować go na miłego, dobrze ułożonego chłopca z klasy średniej i niszczy jego poetyckie próby, jak i z rówieśnikami.
Marząc o normalnej rodzinie John szuka ucieczki w świecie muzyki. Fascynuje się nowymi trendami nadchodzącymi z Ameryki. Gdy ma piętnaście lat w jego życiu ponownie pojawia się matka, która uczy go gry na gitarze i wprowadza w świat rock and rolla. John spotyka Paula McCartneya (Thomas Sangster), który okazuje się jego bratnią duszą. Zanim jednak rozpocznie się dla Johna nowe, niezwykłe życie, odkrywa prawdę o swojej przeszłości, co doprowadza do dramatycznych wydarzeń, które na zawsze odcisną na nim swe piętno.

## Obsada
- Aaron Johnson jako John Lennon
- Kristin Scott Thomas jako Mimi Smith
- Anne-Marie Duff jako Julia Lennon
- Thomas Sangster jako Paul McCartney
- David Morrissey jako Bobby Dykins
- Ophelia Lovibond jako Maria Kennedy
- Josh Bolt jako Pete Shotton
- Sam Bell jako George Harrison
- Andrew Buchan jako Michael Fishwick
- James Michael Johnson jako Stan Parkes
- Jack McElhone jako Eric Griffiths
- Christian Bird jako Jimmy Tarbuck
- David Threlfall jako George Toogood Smith
- Nigel Whalley jako Daniel Ross
- Colin Tierney jako Alf Lennon

## Nagrody i nominacje
BAFTA
- nominacja: Najlepszy film brytyjski
- nominacja: Najlepsza aktorka drugoplanowa – Kristin Scott Thomas
- nominacja: Najlepsza aktorka drugoplanowa – Anne-Marie Duff
- nominacja: Nagroda im. Carla Foremana dla najlepszego brytyjskiego reżysera, scenarzysty lub producenta za debiutancki film – Sam Taylor-Wood

British Independent Film Awards
- Najlepsza aktorka drugoplanowa – Anne-Marie Duff
- nominacja: Najlepszy aktor – Aaron Johnson
- nominacja: Najlepszy niezależny film brytyjski
- nominacja: Najlepszy scenariusz – Matt Greenhalgh
- nominacja: Najlepsza aktorka drugoplanowa – Kristin Scott Thomas
- nominacja: Nagroda Douglas Hickox – Sam Taylor-Wood

IFTA
- nominacja: Najlepsza aktorka drugoplanowa – Anne-Marie Duff

Nagroda Satelita
- nominacja: Najlepsza aktorka drugoplanowa – Kristin Scott Thomas
- nominacja: Najlepsza aktorka drugoplanowa – Anne-Marie Duff
- nominacja: Najlepszy dźwięk – John Midgley, Martin Trevis, Paul Cotterell